# Dietrich Adam

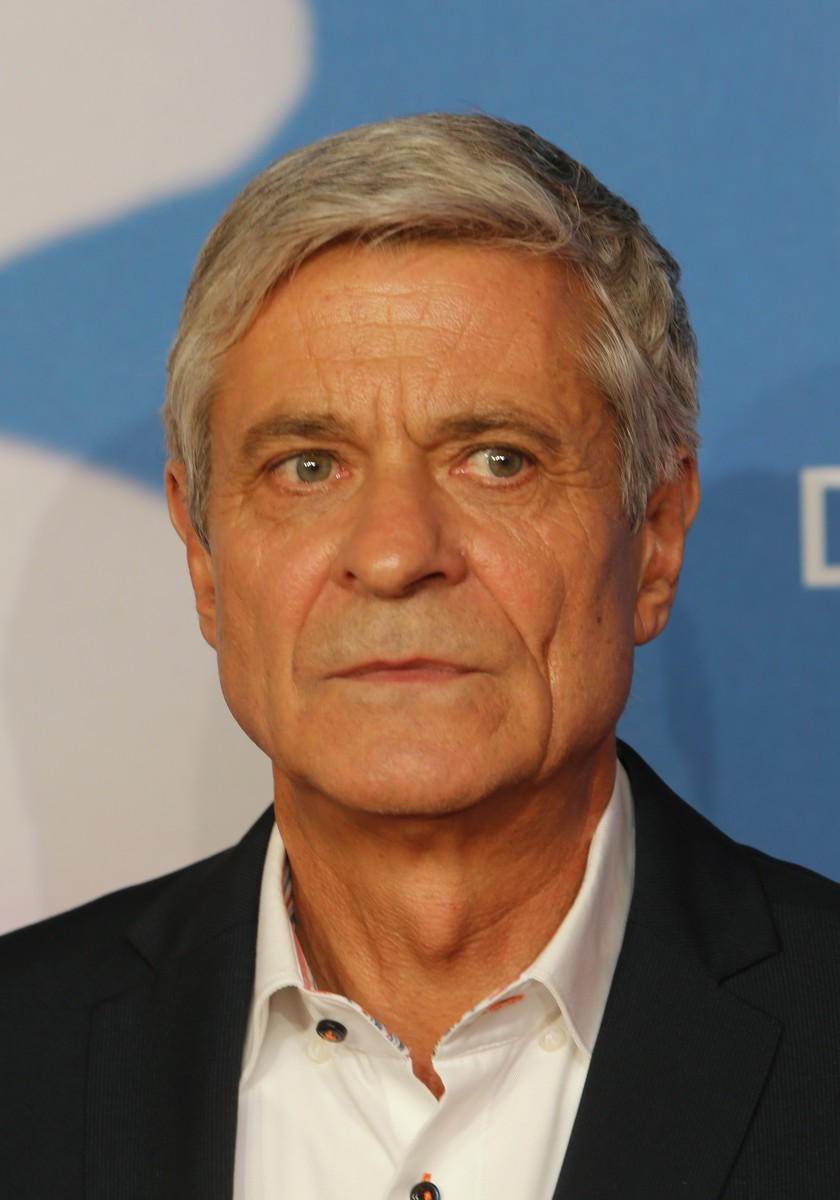
Dietrich Adam (2015)

Dietrich Adam (* 16. Oktober 1953 in Göttingen; † 2. November 2020 in Berlin) war ein deutscher Schauspieler.

## Leben
Dietrich Adam studierte nach dem Abitur 1972 zunächst vier Semester Pädagogik und absolvierte von 1974 bis 1978 eine Schauspielausbildung an der Hochschule für Musik und Theater Hannover. Sein erstes Engagement trat er anschließend am Theater der Jugend in München an. Seit 1980 gehörte er zum Ensemble des Düsseldorfer Schauspielhauses.
Dietrich Adam war ab Anfang der 1980er-Jahre als Schauspieler in über 70 Film-und-Fernsehproduktionen zu sehen. Bekannt wurde er vor allem durch die Serie Die Anrheiner, in der er von 1999 bis zur Umstrukturierung der Serie 2011 in mehr als 500 Folgen die Rolle des Guido Voss verkörperte. Von Juli bis September 2009 vertrat er in der Telenovela Rote Rosen in den Folgen 601 bis 642 seinen erkrankten Schauspielkollegen Hermann Toelcke in dessen Hauptrolle als Hotelbesitzer Gunter Flickenschild. 2011 spielte er bei Lena – Liebe meines Lebens die Nebenrolle des Severin von Krieger. Von Mai bis September 2012 war er in der Rolle des Reeders Jan Ahlsen in der ZDF-Telenovela Wege zum Glück – Spuren im Sand zu sehen. Von Juni 2013 bis August 2017 spielte er in der ARD-Telenovela Sturm der Liebe den Hotelier und Maschinenbau-Unternehmer Friedrich Stahl.
Dietrich Adam starb am 2. November 2020 im Alter von 67 Jahren in Berlin.

## Filmografie (Auswahl)
- 1982: Die Pawlaks (zwölfteilige Familienserie aus dem Ruhrgebiet)
- 1984–1986 Vorsicht Falle! (Fernsehreihe)
- 1988: Cirkus Humberto (Fernsehserie, 1 Folge)
- 1995: Wilsberg: Und die Toten lässt man ruhen
- 1995: Stadtklinik (Fernsehserie, 3 Folgen)
- 1996: Tatort – Buntes Wasser
- 1997: Freunde fürs Leben (Fernsehserie, 2 Folgen)
- 1998: Für alle Fälle Stefanie (Fernsehserie, 1 Folge)
- 1999–2011: Die Anrheiner (Fernsehserie, 530 Folgen)
- 1999: Schimanski: Sehnsucht
- 1999–2000: Die Schule am See (Fernsehserie, 3 Folgen)
- 2000: Lindenstraße (Fernsehserie, 5 Folgen)
- 2001: Bella Martha
- 2001–2010: Alarm für Cobra 11 (Fernsehserie, 2 Folgen)
- 2002: Schlosshotel Orth (Fernsehserie, 1 Folge)
- 2002: Drei mit Herz
- 2002: Die Rettungsflieger (Fernsehserie, 1 Folge)
- 2002–2004: Großstadtrevier (Fernsehserie, 2 Folgen)
- 2004: Sergeant Pepper
- 2006: Rosamunde Pilcher – Land der Sehnsucht
- 2006: Französisch für Anfänger
- 2007: Verrückt nach Clara (Fernsehserie, 3 Folgen)
- 2007: Die Gipfelstürmerin (Fernsehfilm)
- 2007: Der Dicke (Fernsehserie, 1 Folge)
- 2007–2011: Notruf Hafenkante (Fernsehserie, 3 Folgen)
- 2008–2021: SOKO Wismar (Fernsehserie, 3 Folgen)
- 2009: Rote Rosen (Fernsehserie, 42 Folgen)
- 2009: Der Landarzt (Fernsehserie, 1 Folge)
- 2010–2012: Danni Lowinski (Fernsehserie, 2 Folgen)
- 2011: Rosamunde Pilcher – Herzensfragen
- 2011: Lena – Liebe meines Lebens (Fernsehserie, 26 Folgen)
- 2011: Der Staatsanwalt (Fernsehserie, 1 Folge)
- 2011: In aller Freundschaft (Fernsehserie, 1 Folge)
- 2012: Wege zum Glück – Spuren im Sand (Fernsehserie, 79 Folgen)
- 2012: Rosamunde Pilcher – In der Mitte eines Lebens
- 2012: Tatort – Wegwerfmädchen
- 2012: Tatort – Das goldene Band
- 2013: Im Netz
- 2013–2017: Sturm der Liebe (Fernsehserie, 969 Folgen)
- 2014: Die Lichtenbergs – zwei Brüder, drei Frauen und jede Menge Zoff
- 2018: Inga Lindström – Entscheidung für die Liebe
- 2018: Was uns nicht umbringt
- 2018–2020: Tonio & Julia (Fernsehreihe, als Xaver Schindel)
  - 2018: Kneifen gilt nicht
  - 2018: Zwei sind noch kein Paar
  - 2019: Schuldgefühle
  - 2019: Wenn einer geht
  - 2019: Ein neues Leben
  - 2019: Schulden und Sühne
  - 2020: Nesthocker
  - 2020: Der perfekte Mann
  - 2020: Dem Himmel so nah
  - 2020: Mut zu leben
- 2020: Kreuzfahrt ins Glück – Hochzeitsreise nach Menorca
- 2020: Bettys Diagnose (Fernsehserie, 1 Folge)
- 2020: WaPo Bodensee (Fernsehserie, 1 Folge)
- 2020: Die Heiland – Wir sind Anwalt (Fernsehserie, 1 Folge)
- 2021: Väter allein zu Haus: Andreas
- 2021: Dreiraumwohnung
- 2021: Inga Lindström – Wilde Zeiten